# Arcidiocesi di Santiago de los Caballeros
L'arcidiocesi di Santiago de los Caballeros (in latino Archidioecesis Sancti Iacobi Equitum) è una sede metropolitana della Chiesa cattolica nella Repubblica Dominicana. Nel 2023 contava 1.133.000 battezzati su 1.353.700 abitanti. È retta dall'arcivescovo Héctor Rafael Rodríguez Rodríguez, M.S.C.

## Territorio
L'arcidiocesi comprende:
- La città di Santiago de los Caballeros e la sua provincia, eccetto il distretto municipale di Pedro García.
- La provincia di Espaillat, eccetto il municipio di Gaspar Hernández e i distretti municipali di Jamao al Norte e Joba Arriba, che appartengono alla diocesi di Puerto Plata.
- La sezione Arroyo del Toro della provincia di Puerto Plata.

Sede arcivescovile è la città di Santiago de los Caballeros, dove si trova la cattedrale di San Giacomo.
Il territorio è suddiviso in 108 parrocchie, raggruppate in 9 zone pastorali.

## Storia
La diocesi di Santiago de los Caballeros fu eretta il 25 settembre 1953 con la bolla Si magna et excelsa di papa Pio XII, ricavandone il territorio dall'arcidiocesi di Santo Domingo, di cui era originariamente suffraganea.
Il 16 gennaio 1978 cedette una porzione del suo territorio a vantaggio dell'erezione della diocesi di Mao-Monte Cristi e nella stessa occasione la provincia di Salcedo passò alla diocesi di La Vega.
Il 14 febbraio 1994 è stata elevata al rango di arcidiocesi metropolitana con la bolla Solicitam sane curam di papa Giovanni Paolo II.
Il 16 dicembre 1996 cedette un'altra porzione di territorio a vantaggio dell'erezione della diocesi di Puerto Plata.

## Cronotassi dei vescovi
Si omettono i periodi di sede vacante non superiori ai 2 anni o non storicamente accertati.
- Hugo Eduardo Polanco Brito † (22 luglio 1956 - 14 marzo 1966 nominato amministratore apostolico di Santo Domingo[2])
- Roque Antonio Adames Rodríguez † (14 marzo 1966 - 22 aprile 1992 dimesso)
- Juan Antonio Flores Santana † (13 luglio 1992 - 16 luglio 2003 ritirato)
- Ramón Benito de La Rosa y Carpio (16 luglio 2003 - 23 febbraio 2015 ritirato)
- Freddy Antonio de Jesús Bretón Martínez (23 febbraio 2015 - 7 ottobre 2023 ritirato)
- Héctor Rafael Rodríguez Rodríguez, M.S.C., dal 7 ottobre 2023

## Statistiche
L'arcidiocesi nel 2023 su una popolazione di 1.353.700 persone contava 1.133.000 battezzati, corrispondenti all'83,7% del totale.
| anno | popolazione | popolazione | popolazione | presbiteri | presbiteri | presbiteri | presbiteri                | diaconi | religiosi | religiosi | parrocchie |
| anno | battezzati  | totale      | %           | numero     | secolari   | regolari   | battezzati per presbitero | diaconi | uomini    | donne     | parrocchie |
| ---- | ----------- | ----------- | ----------- | ---------- | ---------- | ---------- | ------------------------- | ------- | --------- | --------- | ---------- |
| 1964 | 872.928     | 882.928     | 98,9        | 94         | 33         | 61         | 9.286                     |         | 72        | 253       | 32         |
| 1970 | 1.025.452   | 1.047.683   | 97,9        | 87         | 28         | 59         | 11.786                    |         | 76        | 312       | 37         |
| 1976 | 1.184.000   | 1.209.631   | 97,9        | 107        | 40         | 67         | 11.065                    | 7       | 119       | 270       | 44         |
| 1980 | 853.046     | 877.933     | 97,2        | 75         | 38         | 37         | 11.373                    | 20      | 70        | 242       | 30         |
| 1990 | 932.200     | 1.100.432   | 84,7        | 86         | 43         | 43         | 10.839                    | 59      | 50        | 149       | 36         |
| 1999 | 789.000     | 876.753     | 90,0        | 91         | 44         | 47         | 8.670                     | 74      | 56        | 79        | 66         |
| 2000 | 789.000     | 876.753     | 90,0        | 75         | 42         | 33         | 10.520                    | 103     | 42        | 79        | 70         |
| 2001 | 789.000     | 920.000     | 85,8        | 98         | 54         | 44         | 8.051                     | 96      | 63        | 97        | 79         |
| 2002 | 789.000     | 966.000     | 81,7        | 83         | 54         | 29         | 9.506                     | 97      | 46        | 109       | 82         |
| 2003 | 662.000     | 810.462     | 81,7        | 93         | 54         | 39         | 7.118                     | 100     | 52        | 86        | 86         |
| 2004 | 870.635     | 1.065.886   | 81,7        | 95         | 52         | 43         | 9.164                     | 109     | 63        | 153       | 86         |
| 2014 | 1.118.000   | 1.336.000   | 83,7        | 125        | 74         | 51         | 8.944                     | 132     | 136       | 214       | 89         |
| 2017 | 1.150.850   | 1.374.965   | 83,7        | 137        | 81         | 56         | 8.400                     | 140     | 148       | 198       | 96         |
| 2020 | 1.182.400   | 1.412.500   | 83,7        | 165        | 119        | 46         | 7.166                     | 121     | 66        | 188       | 108        |
| 2022 | 1.124.000   | 1.343.000   | 83,7        | 127        | 81         | 46         | 8.850                     | 121     | 111       | 208       | 108        |
| 2023 | 1.133.000   | 1.353.700   | 83,7        | 133        | 84         | 49         | 8.518                     | 147     | 114       | 209       | 108        |